# Beatrice Portinari

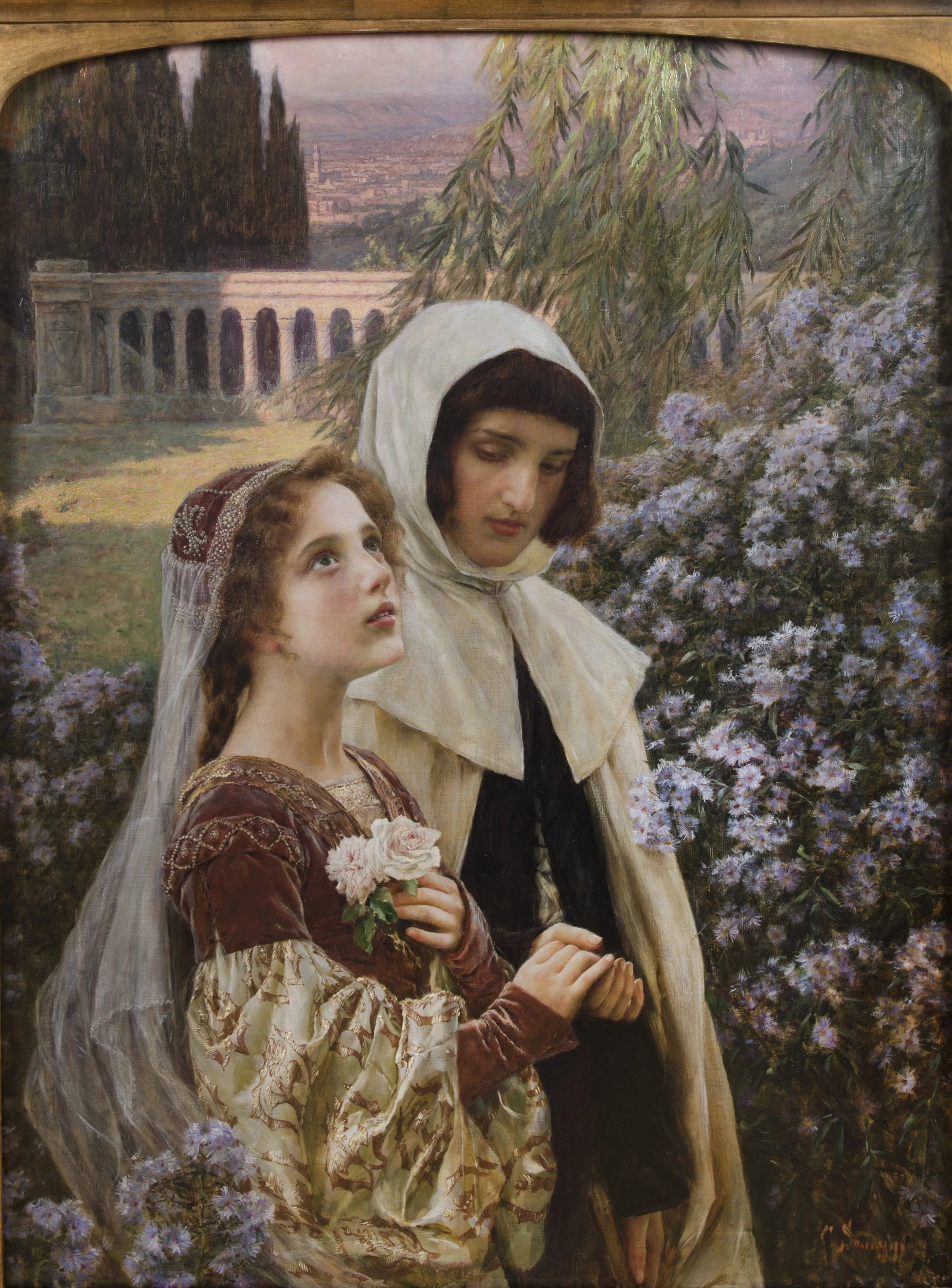
Incipit vita nova, Dante en Beatrice in de tuin, prerafaëlitisch werk van de schilder Cesare Saccaggi uit Tortona.

Beatrice (kortweg Bice) Portinari (1266 – 1290) was een Florentijnse koopmansdochter en de muze van de dichter Dante Alighieri.
Over Beatrice Portinari is vrij weinig bekend. Wat wij van haar weten is afkomstig van de vroegste commentatoren op Dantes werk (Dantes zoon Pietro Alighieri en Giovanni Boccaccio) of is afkomstig uit zijn eigen geschriften. Men weet dat zij ongeveer even oud was als Dante, en dat ze Dante ontmoette toen hij negen en later toen hij achttien was. Intiem contact is er nooit geweest. De dichtste benadering was een wederzijdse groet, die Dante tot extase bracht, waarna hij haar in zijn poëzie begon te verheerlijken.
In 1289 stierf haar vader Folco Portinari en in 1290 zijzelf. Vanaf dit moment was zij voor Dante een soort engel en een essentieel onderdeel van zijn religieuze denken, zoals vaker voorkwam bij de dolce stil nuovo, de dichterlijke stroming waartoe Dante behoorde.
Na haar dood schreef Dante in 1292 en 1293 zijn Vita Nuova (Nieuw leven), waarin hij zijn liefde beschreef en haar persoon de meest verheven gaven toedichtte. In de De goddelijke komedie, Dantes hoofdwerk waaraan hij vanaf 1302 werkte, is Beatrice de engel die Vergilius vraagt om Dante door de hel en hemel te begeleiden.
Over wat Beatrice's functie in Dantes literatuur precies is, verschillen de meningen. Sommigen zijn van mening dat zij in zijn literatuur alleen gebruikt wordt als archetype, terwijl anderen de liefde die Dante beschrijft niet allegorisch, maar letterlijk interpreteren.
- Bibsys: 90544083
- Biblioteca Nacional de España: XX1293152
- Bibliothèque nationale de France: cb14953907x (data)
- Catàleg d'autoritats de noms i títols de Catalunya: 981058614867806706
- Gemeinsame Normdatei: 119241676
- International Standard Name Identifier: 0000 0000 3048 2689
- Library of Congress Control Number: n50023978
- Nationale bibliotheek van Australië: 50067484
- Nationale Bibliotheek van Israël: 987007462714605171
- Nationale Bibliotheek van Polen: a0000001616929
- Nederlandse Thesaurus van Auteursnamen: 071388400
- SNAC: w65f2tqz
- Système universitaire de documentation: 13792299X
- Trove: 1501301
- Union List of Artist Names: 500371799
- Virtual International Authority File: 18027301
- WorldCat: E39PBJbRdJ4wB9DYf3mXJq4g8C